# Albert-Ernest II d'Oettingen-Oettingen
Albert-Ernest II d'Oettingen-Oettingen (8 août 1669 - 30 mars 1731 à Harbourg) est le dernier prince d'Oettingen-Oettingen, dans le Saint-Empire romain germanique.

## Biographie
Albert Ernest II est le fils du prince Albert-Ernest Ier d'Oettingen-Oettingen et de la duchesse Christine-Frédérique de Wurtemberg. 
Albert Ernest II épouse la comtesse Sophie-Louise de Hesse-Darmstadt, avec qui il a deux enfants:
- Albert Ernest d'Oettingen-Oettingen (29 juillet 1689 - 29 juillet 1689)
- Isabelle Frédérique d'Oettingen-Oettingen (14 mars 1691 - 14 mai 1758), mariée au comte Charles-Louis de Hohenlohe-Neuenstein.